# Carol Robinson
Carol Vivien Robinson (nascida Carol Bradley; Kent, 10 de abril de 1956) é uma química inglesa. Foi a primeira mulher professora de química da Universidade de Cambridge e também depois da Universidade de Oxford. Foi presidente da Royal Society of Chemistry (2018 - 2020).
Recebeu a Medalha Davy de 2010. Em 2013 foi eleita Dame Commander da Ordem do Império Britânico. Em 2004 foi eleita fellow da Royal Society. Em 2017 foi eleita para a Academia Nacional de Ciências dos Estados Unidos. Recebeu a Medalha Real de 2019.